# Imashirozuka Kofun

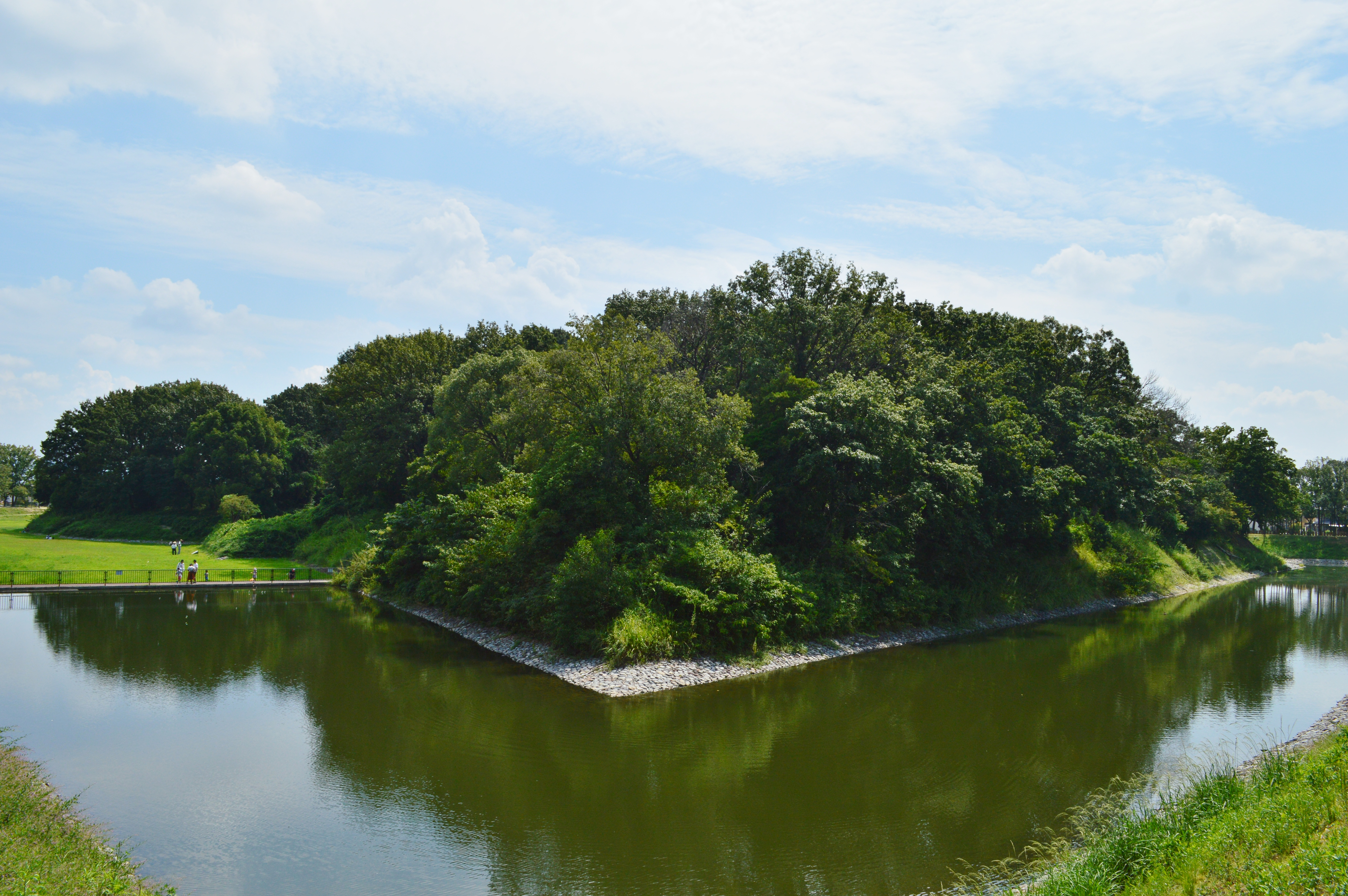
Blick in Richtung Süden

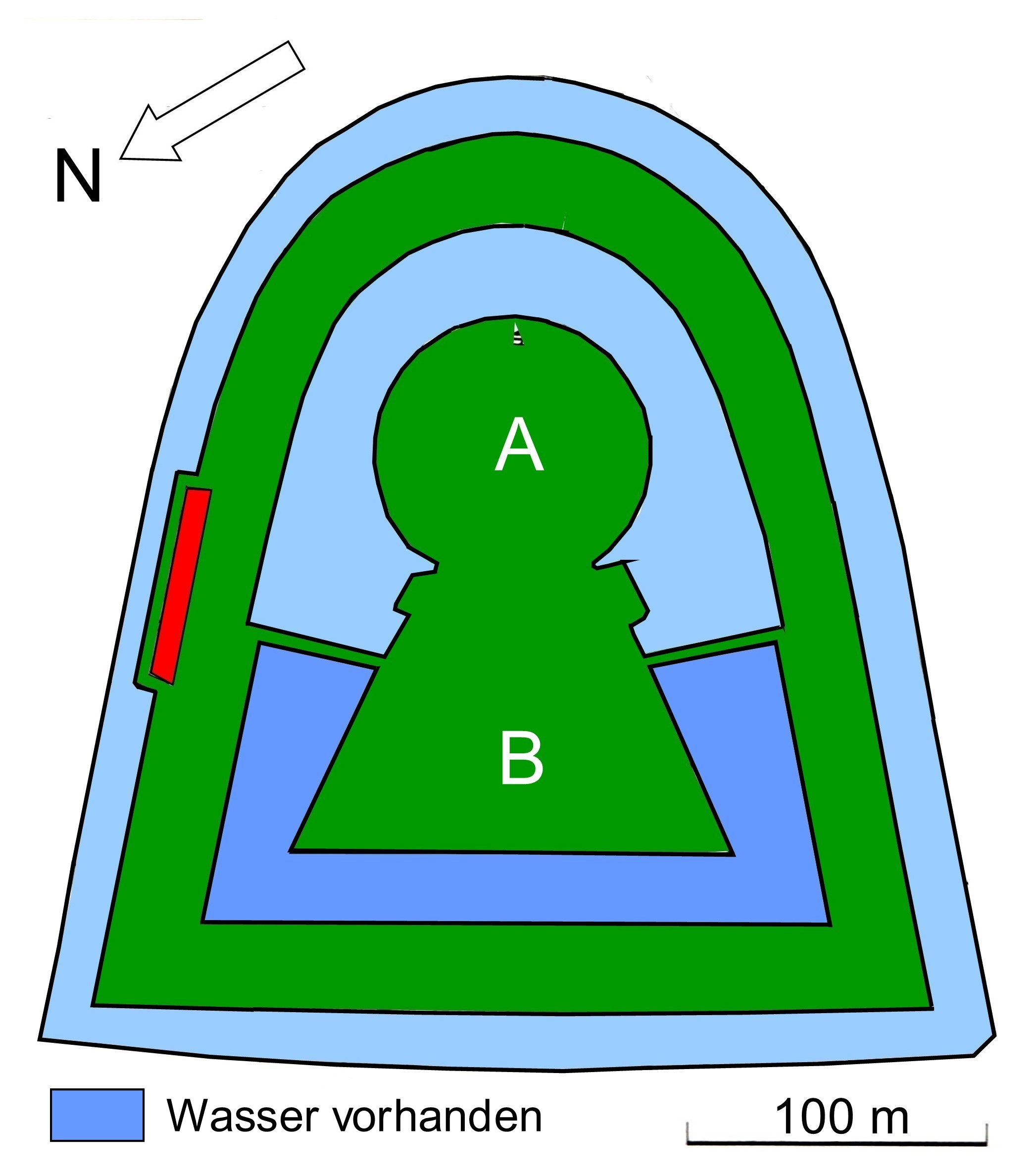
Imashirozuka Kofun

Der Imashirozuka Kofun (japanisch 今城塚古墳) stammt aus der ersten Hälfte des 6. Jahrhunderts und ist als „Nationale Geschichtspur“ (国史跡 Kuni shiseki) registriert. Es ist die größte Grabanlage im Bereich des Yodogawa in der Präfektur Osaka in Japan.

## Übersicht
Der zentrale Bereich der hier nach Südosten ausgerichtete Grabanlage hat die typische „Schlüssellochform“. Sie besteht aus einem runden Teil (後円部 Kōenbu), dem sich ein dreieckiger (前方 Zenbō) anschließt. Die Anlage hier hat eine Länge von 190 m, mit den doppelten Gräben ergibt sich eine Gesamtlänge von 330 m. Was den dort Bestatteten angeht, so haben frühere Überprüfungen des Nihon shoki, des Engishiki und anderer ergeben, dass höchstwahrscheinlich Kaiser Keitai dort bestattet wurde.
1997 begann die Stadt Takatsuki im Zusammenhang mit der Anlage eines Geschichtsparks mit einer groß angelegten Untersuchung der Anlage. Man grub eine große Zahl von Haniwa-Figuren aus, die das Grab in jedem Fall als das einer bedeutenden Persönlichkeit auswiesen. Die Haniwa, die man aus dem Zwischenring ausgegraben hat und die auch Hausformen umfassen, sind mit einer Größe von 1,70 m die größten dieser Art in Japan. Insgesamt sind es 136 Stück. Sie wurden vom mittleren Deich bis zu 6 m nach außen in Reihen oder Gruppen gefunden, so dass es sich um eine Nachbildung des Bestattungsvorgangs einer hochstehenden Persönlichkeit handeln könnte.
Ungefähr 700 nordwestlich hat man die Produktionsstätte für die Haniwa mit Brennöfen gefunden. Diese Stätte (新池埴輪製作遺跡 Shinike haniwa seisaku iseki) ist ebenfalls als nationale Geschichtsspur registriert.

## Bilder

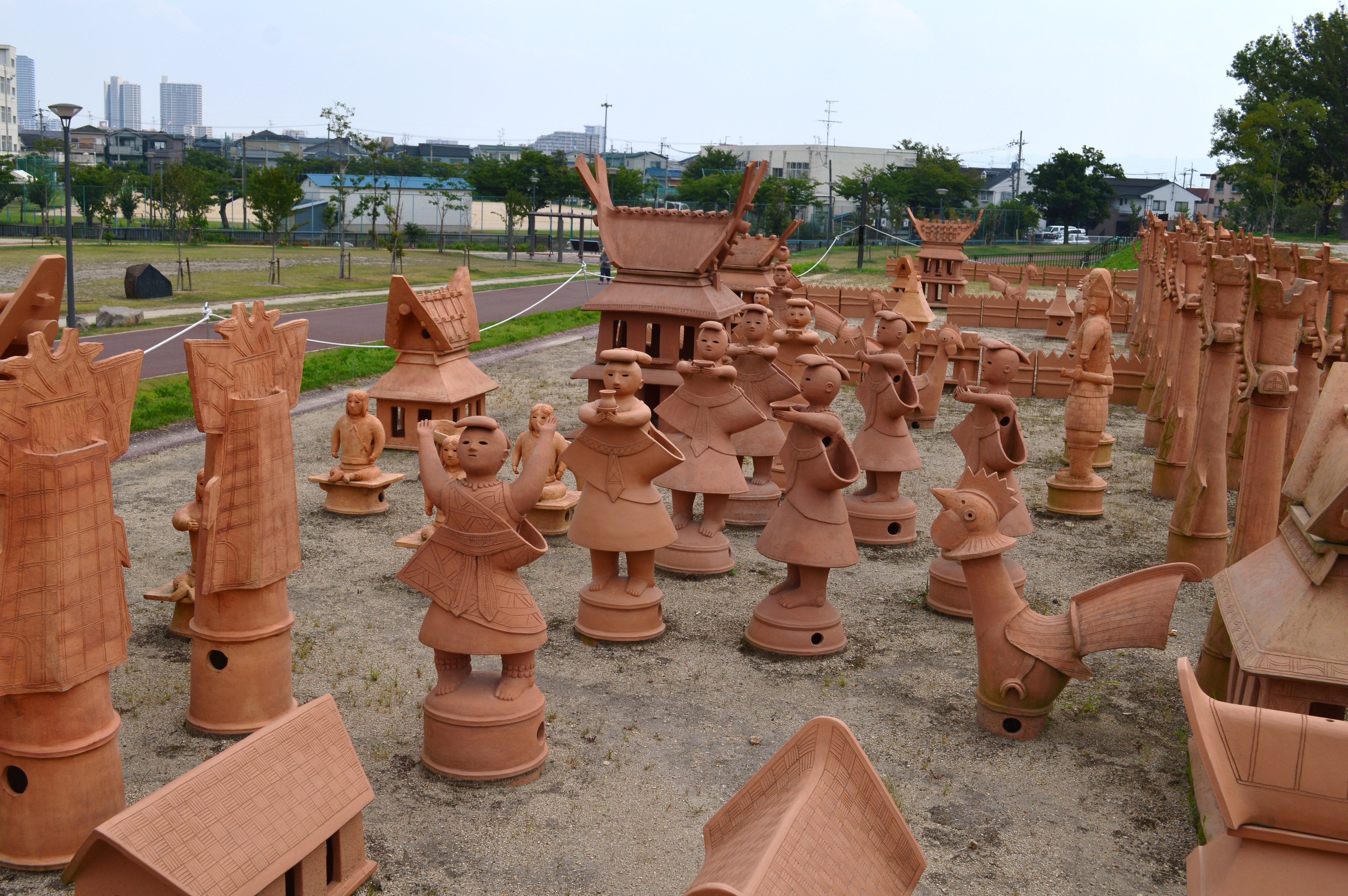
Haniwa-Gruppe (Nachbildungen)
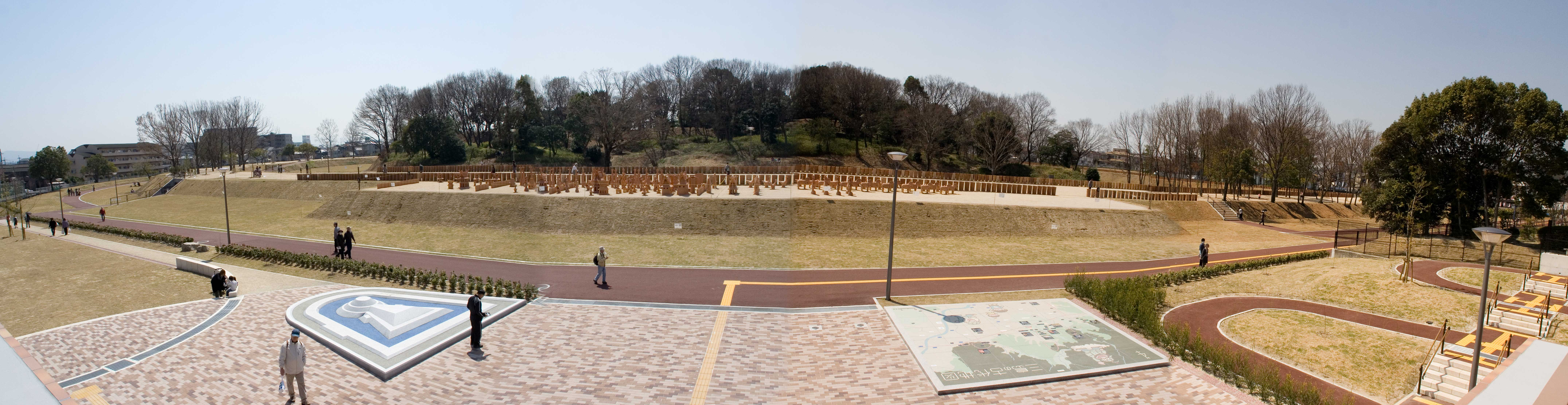
Blick auf die Grabanlage
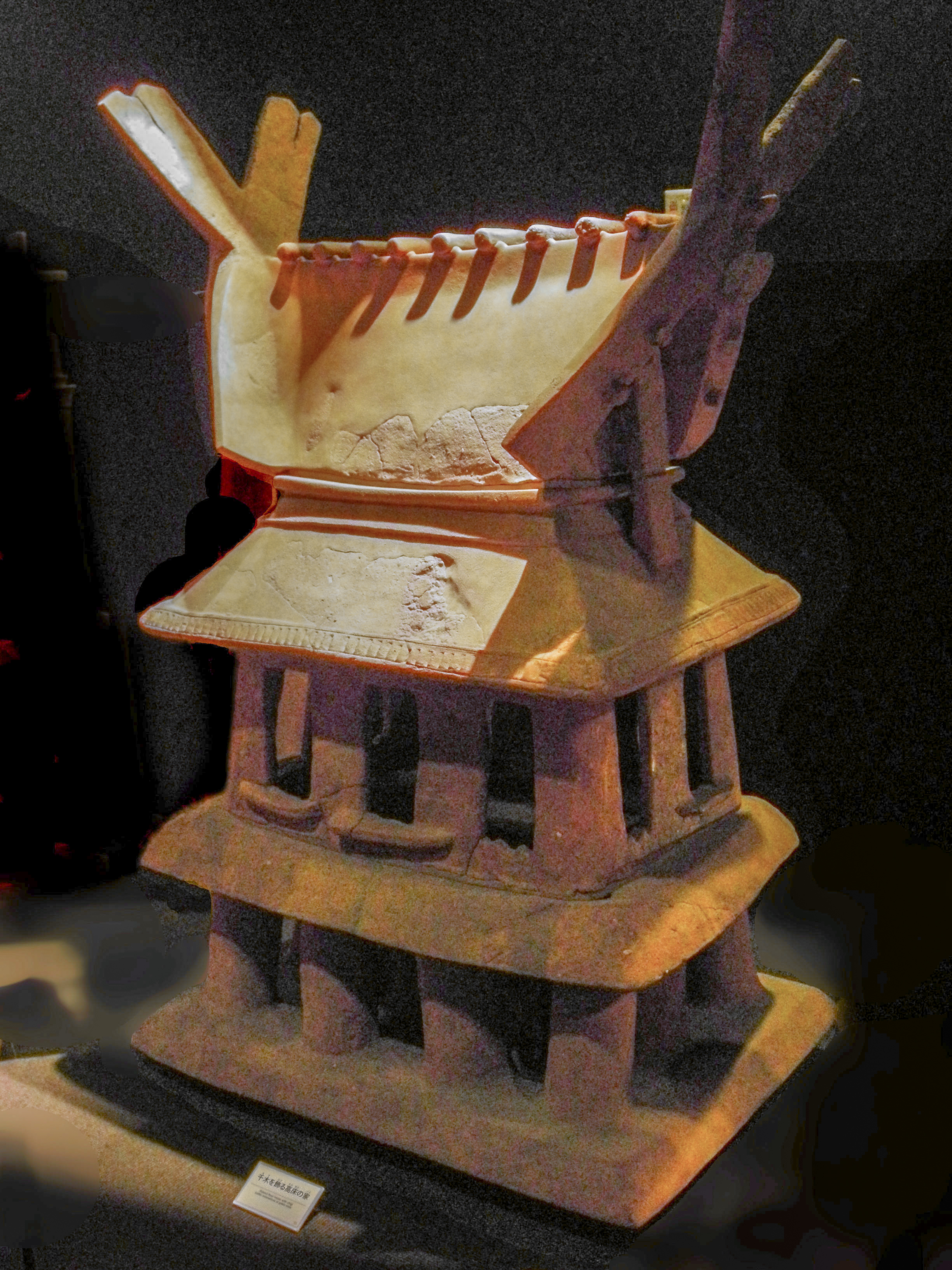
Haniwa in Hausform